# Batalla de Meguidó
La batalla de Meguidó del segle xv aC es va lluitar entre les forces del faraó Tuthmosis III i una gran coalició de Canaan comandada pel rei de Kadesh. És la primera batalla de la qual es té constància amb detall. S'hi han proposat unes quantes dates: el 16 d'abril del 1457 aC, el 1482 aC o el maig del 1479 aC. D'aquesta batalla, els jueus derivaren el terme Harmagedon.

## Antecedents
El poder egipci estava en declivi i, després de la mort de la regent Hatxepsut, una gran coalició de Canaan comandada per Durusha, rei de Cadeix, es va revoltar al Llevant, i Tuthmosis III volia consolidar el poder i restaurar la seva autoritat a l'est, i va refer l'exèrcit egipci amb infanteria armada amb espases, destrals i escuts, mentre la noblesa muntava els carros de guerra. Els revoltats tenien un exèrcit semblant al dels egipcis.
Tuthmosis, contra l'opinió dels seus generals, va triar la ruta més recta travessant un pas estret, per on els revoltats creien que no aniria, i van desplegar les seves forces per la ruta est.

## Batalla
La batalla va acabar amb victòria egípcia després del trencament de les forces cananees, que van tornar a Meguidó, cosa que va dur al setge de la ciutat. És el primer cop que es descriu l'ús de l'arc compost i el primer cop que es conten les baixes d'una guerra.